# Dee Brown (baloncestista de 1968)
DeCovan Kadell "Dee" Brown (Jacksonville, Florida, 29 de noviembre de 1968) es un exjugador y entrenador de baloncesto estadounidense. 

## Trayectoria deportiva
Procedente de la Universidad de Jacksonville, Brown fue seleccionado por Boston Celtics en el Draft de 1990 en la posición 19º. Durante doce temporadas (1990–2002) en la NBA, jugó en los Celtics, Toronto Raptors y Orlando Magic, anotando un total de 6.758 puntos a lo largo de su carrera. Su momento de fama le llegó durante el All-Star de 1990, en el Concurso de Mates, logrando el "no-look dunk" (mate tapándose los ojos con las manos), hinchándose previamente sus zapatillas para lograr mayor salto. 
En 1998 fue traspasado a Toronto junto con Chauncey Billups. 

### Entrenador
Brown posteriormente entrenaría en la WNBA, y en 2005 firmó un contrato con ESPN para el reality show Dream Job.
[actualizar]